# Christina Toftegaard Nielsen
Christina Toftegaard Nielsen (født 30. august 1964) var forbrugerombudsmand i Danmark fra 2015 til og med 2023, hvorefter hun blev erstattet af Torben Jensen. Hun er cand.jur. og har tidligere arbejdet i Justitsministeriet og som advokat.